# Réalmont XIII
 (mai 2023).
Maillots
Actualités
Réalmont XIII est un club de rugby à XIII français fondé en 1935, situé à Réalmont dans le département du Tarn.
Le club a remporté trois fois le titre de champion de France de troisième division en 1978, 2013 et 2024 et une fois le titre de champion de France de quatrième division en 2001.
Au début des années 2020, l'équipe première masculine du club évolue dans le championnat de France DN1. Vainqueur de ce championnat en 2024, Réalmont accède à l'Élite 2 pour la saison 2024-2025.

## Palmarès
- Championnat de France Élite 1 :
  - Vainqueur : Néant
  - Finaliste : Néant
- Coupe de France Lord Derby :
  - Vainqueur : Néant
  - Finaliste : Néant
  - Demi Finaliste : Néant
  - Quart de Finaliste : 2 (2013 / (2020 non joué covid))
- Championnat de France Élite 2 :
  - Vainqueur : Néant
  - Finaliste : Néant
- Championnat de France Nationale 1 :
  - Vainqueur : 3 (1978 / 2013 / 2024)
  - Finaliste : 5 (2000 / 2009 / 2017 / 2019 / 2022)
- Championnat de France Nationale 2 :
  - Vainqueur : 1 (2001)
  - Finaliste : 2 (1975 / 1998)
- Coupe Paul Déjean :
  - Vainqueur : Néant
  - Finaliste : 4 (1982 / 2009 / 2019 / 2023)
- Championnat de France Juniors Nationaux :
  - Vainqueur : 2 (2001 / 2002)
  - Finaliste : 3 (1991 / 2004 / 2018)
- Coupe de France Luc Nitard Juniors :
  - Vainqueur : Néant
  - Finaliste : 1 (1990)
- Coupe de France Tarbouriech Juniors :
  - Vainqueur : 4 (1991 / 2001 / 2002 / 2004)
  - Finaliste : 1 (1975 Trophée Bernard)
- Championnat de France Cadets Fédéraux :
  - Vainqueur : 3 (1988 / 1999 / 2002)
  - Finaliste : Néant
- Championnat de France Minimes Fédéraux :
  - Vainqueur : 3 ((1994 entente avec Villefranche d'Albigeois) / 1996 / 2000)
  - Finaliste : Néant

## Entraîneurs
- Paul Pinel
- Michel Amalric
- 1963-1964 :  Claude André
- 1964-1965 :  Claude André
- 1965-1966 :  Claude André
- 1966-1967 :  Claude André
- 1967-1968 :  Claude André
- 1968-1969 :  Claude André
- 1969-1970 :  René Moiset
- 1970-1971 :  Claude André
- 1971-1972 :  Georges Fages
- 1972-1973 :  Yvan Viatge
- 1973-1974 :  Jean Paul Lazaret
- 1974-1975 :  Maurice Descous
- 1975-1976 :  Maurice Descous
- 1976-1977 :  Maurice Descous
- 1977-1978 :  Maurice Descous
- 1978-1979 :  Christian Borrego
- 1979-1980 :  Maurice Descous
- 1980-1981 :  Marc Andrieux
- 1981-1982 :  Marc Andrieux
- 1982-1983 :  Marc Andrieux
- 1983-1984 :  Marc Andrieux
- 1984-1985 :  Robert Audrerie
- 1985-1986 :  André Hubert
- 1986-1987 :  André Hubert
- 1987-1988 :  Bernard Fages
- 1988-1989 :  Bernard Fages
- 1989-1990 :  Bernard Fages
- 1990-1991 :  Bernard Boyer
- 1991-1992 :  Bernard Boyer
- 1992-1993 :  Alain Robert /  Jean Luc Manen
- 1993-1994 :  Alain Robert /  Jean Luc Manen
- 1994-1995 :  Bernard Fabre
- 1995-1996 :  Marc Héral
- 1996-1997 :  Marc Héral
- 1997-1998 :  Marc Héral
- 1998-1999 :  Daniel André /  Marc Héral
- 1999-2000 :  Daniel André /  Marc Héral
- 2000-2001 :  Bernard Houles
- 2001-2002 :  Bernard Houles
- 2002-2003 :  Laurent Périllous
- 2003-2004 :  Laurent Périllous
- 2004-2005 :  Didier Lacourt
- 2005-2006 :  Bernard Houles /  Marc Andrieux
- 2006-2007 :  Gilles Falatko /  Patrick Castes
- 2007-2008 :  Gilles Falatko /  Patrick Castes
- 2008-2009 :  Andy Hames /  Gilles Falatko
- 2009-2010 :  David Collado
- 2010-2011 :  David Collado
- 2011-2012 :  Andy Hames
- 2012-2013 :  Yannick Butignol /  Andy Hames
- 2013-2014 :  Yannick Butignol /  Jérémy Fontaine
- 2014-2015 :  Yannick Butignol /  Jérémy Fontaine /  Fabien Denis
- 2015-2016 :  Frédéric Marty /  Grégory Bouet
- 2016-2017 :  Pierre Assié /  Thibaut Girou /  Grégory Bouet
- 2017-2018 :  Pierre Assié /  Thibaut Girou
- 2018-2019 :  Pierre Assié /  Stéphane Migayrou
- 2019-2020 :  Pierre Assié /  Stéphane Migayrou
- 2020-2021 :  Pierre Assié /  Stéphane Migayrou
- 2021-2022 :  Pierre Assié /  Stéphane Migayrou
- 2022-2023 :  Pierre Assié /  Stéphane Migayrou /  Jérôme Fabre
- 2023-2024 :  Pierre Assié /  Jérôme Fabre /  Philippe Héral
- 2024-2025 :  Pierre Assié /  Jérôme Fabre /  Philippe Héral
- 2025-2026 :  Pierre Assié /  Jérôme Fabre /  Emilien Gaillac

## Présidents
- Roquelaure
- Jérémy Raymond
- Charles Batigne
- Guy Lahille
- Vernes
- Jean Suc
- Max Batignes
- Michel Gagnon
- Bernard Garcia
- Alain Bouet
- Jacques Navarro
- Michel Amiel
- Bernard Houlès
- Vincent Condis
- Alain Clergues
- Christel Barthas
- François Saisset
- Benjamin André

## Personnalités et joueurs notables
(mai 2024).
En 2014 promu en Elite 2, le club recrute plusieurs internationaux: le capitaine de l'équipe des Philippines, Luke Srama, Benjamin Jackson, demie d'ouverture australien, Kenny Kelliher, un  joueur australien,  et Radley Brawa , un international Papou.
Maurice Descous, qui décède en janvier 2020 à l'âge de 90 ans ; il offre en tant qu’entraîneur son premier titre de champion de France à Réalmont en 1978.
André Raymond, personnalité emblématique de Réalmont XIII, qui reçoit la médaille d'or du XIII en 2017 par le Président de la Fédération de Rugby à XIII Marc Palanques et Louis Bonnery président de ligue Occitanie.
Claude André, joueur puis entraineur, il laissera son nom en sa mémoire au stade actuel de Réalmont XIII, son fils puis petit-fils également joueur par la suite.
Christian Borrego, premier capitaine de Réalmont à soulever un bouclier en 1978 à Cahors contre Sainte-Livrade.
Robert Landes, dit «Béru» dont un tournoi organisé au sein du club chaque année en juin porte son nom en sa mémoire.
Marc Andrieux, dit «Sanelle » entraineur de l'équipe fanion de 1980 à 1984 puis préparateur physique dans les années 2000, il fait également partie des premiers champion de France à Réalmont en 1978.
Stéphane Migayrou, dit «la Migue» comme son père Daniel Migayrou, personne emblématique du club en tant que joueur mais aussi en tant qu'entraineur, revenu au club en 2015 en reprenant les juniors, il amènera cette équipe jusqu'en finale en 2018 perdue à la dernière minute à Cavaillon, il formera par la suite un duo avec Pierre Assié en perdant 4 finales.

## Top 15 des joueurs les plus capés depuis les années 2000
| Rang | Joueurs          | Total |
| ---- | ---------------- | ----- |
| 1    | Nicolas Fabre    | 300   |
| 2    | Benjamin Barrau  | 270   |
| 3    | Grégory Bouet    | 205   |
| 4    | Pierre Assié     | 185   |
| 5    | Fabrice Gatumel  | 180   |
| 6    | Adrien Boyer     | 105   |
| 7    | Cyril Gatumel    | 105   |
| 8    | Damien Fabre     | 100   |
| 9    | Emilien Gaillac  | 98    |
| 10   | Jérome Fabre     | 97    |
| 11   | Olivier Bousquié | 94    |
| 12   | Bernard Paulin   | 91    |
| 13   | Thibaut Girou    | 90    |
| 14   | Morgan Carensac  | 83    |
| 15   | Jérémy Galinier  | 80    |

## Top 10 des meilleurs marqueurs depuis 2015
| Rang | Joeurs               | Total |
| 1    | Bernard Paulin       | 74    |
| 2    | Lucas Girou          | 33    |
| 3    | Morgan Carensac      | 30    |
| 4    | Rémy Fiquet          | 25    |
| 5    | Rémi Boutonnier      | 24    |
| 6    | Alexandre Barthelemy | 24    |
| 7    | Thomas André         | 22    |
| 8    | Jérôme Fabre         | 22    |
| 9    | Romain Bascoul       | 20    |
| 10   | Mathieu Rémézy       | 20    |

## Bilan du club toutes saisons et toutes compétitions confondues
| Année                                                    | Saison régulière                                         | Saison régulière                                         | Saison régulière                                         | Saison régulière                                         | Saison régulière                                         | Saison régulière                                         | Saison régulière                                         | Saison régulière                                         | Phase finale                                             | Phase finale                                             | Phase finale                                             | Phase finale                                             | Phase finale                                             | Phase finale                                             | Phase finale                                             | Coupe                                                   | Coupe Paul déjean                                       |
| Année                                                    | Class.                                                   | Points                                                   | MJ                                                       | V.                                                       | N.                                                       | D.                                                       | Pp.                                                      | Pc.                                                      | Perf.                                                    | MJ                                                       | V.                                                       | N.                                                       | D.                                                       | Pp.                                                      | Pc.                                                      | Performance                                             | Performance                                             |
| Championnat de France Division Nationale 1 (3e division) | Championnat de France Division Nationale 1 (3e division) | Championnat de France Division Nationale 1 (3e division) | Championnat de France Division Nationale 1 (3e division) | Championnat de France Division Nationale 1 (3e division) | Championnat de France Division Nationale 1 (3e division) | Championnat de France Division Nationale 1 (3e division) | Championnat de France Division Nationale 1 (3e division) | Championnat de France Division Nationale 1 (3e division) | Championnat de France Division Nationale 1 (3e division) | Championnat de France Division Nationale 1 (3e division) | Championnat de France Division Nationale 1 (3e division) | Championnat de France Division Nationale 1 (3e division) | Championnat de France Division Nationale 1 (3e division) | Championnat de France Division Nationale 1 (3e division) | Championnat de France Division Nationale 1 (3e division) | Coupe de France                                         |                                                         |
| 2013                                                     | 1er                                                      | -                                                        | -                                                        | -                                                        | -                                                        | -                                                        | -                                                        | -                                                        | Champion                                                 | 2                                                        | 2                                                        | 0                                                        | 0                                                        | -                                                        | -                                                        | Quart-de-finale                                         | 1/2                                                     |
| Championnat de France Elite 2                            |                                                          |                                                          |                                                          |                                                          |                                                          |                                                          |                                                          |                                                          |                                                          |                                                          |                                                          |                                                          |                                                          |                                                          |                                                          |                                                         |                                                         |
| 2014                                                     | -                                                        | -                                                        | -                                                        | -                                                        | -                                                        | -                                                        | -                                                        | -                                                        | 1/2                                                      | 2                                                        | 1                                                        | 0                                                        | 1                                                        | -                                                        | -                                                        | Huitième de finale                                      | -                                                       |
| 2015                                                     | -                                                        | -                                                        | -                                                        | -                                                        | -                                                        | -                                                        | -                                                        | -                                                        | 1/4                                                      | 4                                                        | 3                                                        | 0                                                        | 1                                                        | -                                                        | -                                                        | Seizième-de-finale                                      | -                                                       |
| Championnat de France Division Nationale 1 (3e division) |                                                          |                                                          |                                                          |                                                          |                                                          |                                                          |                                                          |                                                          |                                                          |                                                          |                                                          |                                                          |                                                          |                                                          |                                                          |                                                         |                                                         |
| 2016                                                     | 4e                                                       | -                                                        | -                                                        | -                                                        | -                                                        | -                                                        | -                                                        | -                                                        | 1/4                                                      | 2                                                        | 0                                                        | 0                                                        | 2                                                        | -                                                        | -                                                        | Non inscrit                                             | 1/8                                                     |
| 2017                                                     | 4e                                                       | -                                                        | -                                                        | -                                                        | -                                                        | -                                                        | -                                                        | -                                                        | Finaliste                                                | 3                                                        | 2                                                        | 0                                                        | 1                                                        | -                                                        | -                                                        | 32e de finale                                           | 1/4                                                     |
| 2018                                                     | 3e                                                       | -                                                        | -                                                        | -                                                        | -                                                        | -                                                        | -                                                        | -                                                        | 1/4                                                      | 1                                                        | 0                                                        | 0                                                        | 1                                                        | 12                                                       | 46                                                       | Non inscrit                                             | 1/2                                                     |
| 2019                                                     | 2e                                                       | 22                                                       | 7                                                        | 6                                                        | 0                                                        | 1                                                        | 240                                                      | 152                                                      | Finaliste                                                | 4                                                        | 3                                                        | 0                                                        | 1                                                        | 103                                                      | 56                                                       | 32e de finale                                           | Finaliste                                               |
| 2020                                                     | 2e                                                       | 25                                                       | 9                                                        | 8                                                        | 0                                                        | 1                                                        | 436                                                      | 87                                                       | Épreuve annulée en raison de la pandémie de coronavirus  | Épreuve annulée en raison de la pandémie de coronavirus  | Épreuve annulée en raison de la pandémie de coronavirus  | Épreuve annulée en raison de la pandémie de coronavirus  | Épreuve annulée en raison de la pandémie de coronavirus  | Épreuve annulée en raison de la pandémie de coronavirus  | Épreuve annulée en raison de la pandémie de coronavirus  | Quart-de-finale (non joué covid)                        | 1/4                                                     |
| 2021                                                     | 2e                                                       | 6                                                        | 2                                                        | 2                                                        | 0                                                        | 0                                                        | 78                                                       | 16                                                       | Épreuve annulée en raison de la pandémie de coronavirus  | Épreuve annulée en raison de la pandémie de coronavirus  | Épreuve annulée en raison de la pandémie de coronavirus  | Épreuve annulée en raison de la pandémie de coronavirus  | Épreuve annulée en raison de la pandémie de coronavirus  | Épreuve annulée en raison de la pandémie de coronavirus  | Épreuve annulée en raison de la pandémie de coronavirus  | Épreuve annulée en raison de la pandémie de coronavirus | Épreuve annulée en raison de la pandémie de coronavirus |
| 2022                                                     | 1er                                                      | 32                                                       | 12                                                       | 10                                                       | 0                                                        | 2                                                        | 423                                                      | 114                                                      | Finaliste                                                | 3                                                        | 2                                                        | 0                                                        | 1                                                        | 75                                                       | 52                                                       | Non inscrit                                             | Annulé Covid                                            |
| 2023                                                     | 2e                                                       | 32                                                       | 12                                                       | 10                                                       | 0                                                        | 2                                                        |                                                          |                                                          | 1/2                                                      | 2                                                        | 1                                                        | 0                                                        | 1                                                        | 64                                                       | 70                                                       | Non inscrit                                             | Finaliste                                               |
| 2024                                                     | 2e                                                       | 30                                                       | 12                                                       | 9                                                        | 0                                                        | 3                                                        | 365                                                      | 135                                                      | Champion                                                 | 2                                                        | 2                                                        | 0                                                        | 0                                                        | 48                                                       | 36                                                       | Non inscrit                                             | 1/16                                                    |
| Championnat de France Elite 2                            |                                                          |                                                          |                                                          |                                                          |                                                          |                                                          |                                                          |                                                          |                                                          |                                                          |                                                          |                                                          |                                                          |                                                          |                                                          |                                                         |                                                         |
| 2025                                                     | 7e                                                       | 21                                                       | 16                                                       | 6                                                        | 0                                                        | 10                                                       | 303                                                      | 433                                                      | Non qualifié                                             | -                                                        | -                                                        | -                                                        | -                                                        | -                                                        | -                                                        | 1er tour                                                | -                                                       |